# Алмора (округ)
Алмора (гінді अल्मोड़ा जिला, англ. Almora) — округ індійського штату Уттаракханд, частина регіону Кумаон. Його адміністративний центр — місто Алмора.
| Індія | Це незавершена стаття з географії Індії. Ви можете допомогти проєкту, виправивши або дописавши її. |